# Alte Universität (Eppingen)

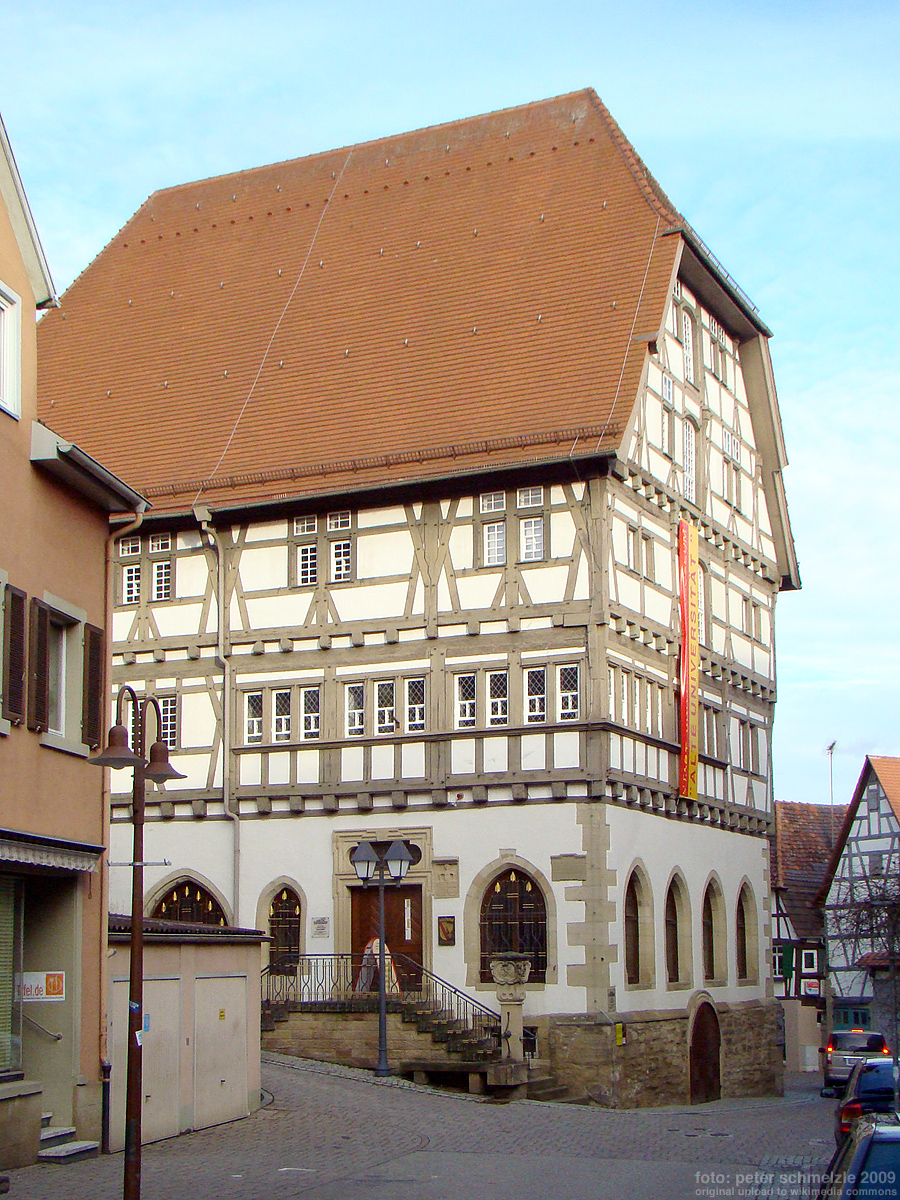
Alte Universität in Eppingen

Die Alte Universität (Haus Fleischgasse 2, Ecke Altstadtstraße) in Eppingen im Landkreis Heilbronn im nördlichen Baden-Württemberg ist ein Fachwerkhaus aus dem 15. Jahrhundert, das während einer Pestepidemie 1564/65 Ausweichquartier der Universität Heidelberg war. Seit den 1950er Jahren ist in dem Gebäude ein Heimatmuseum eingerichtet.

## Geschichte

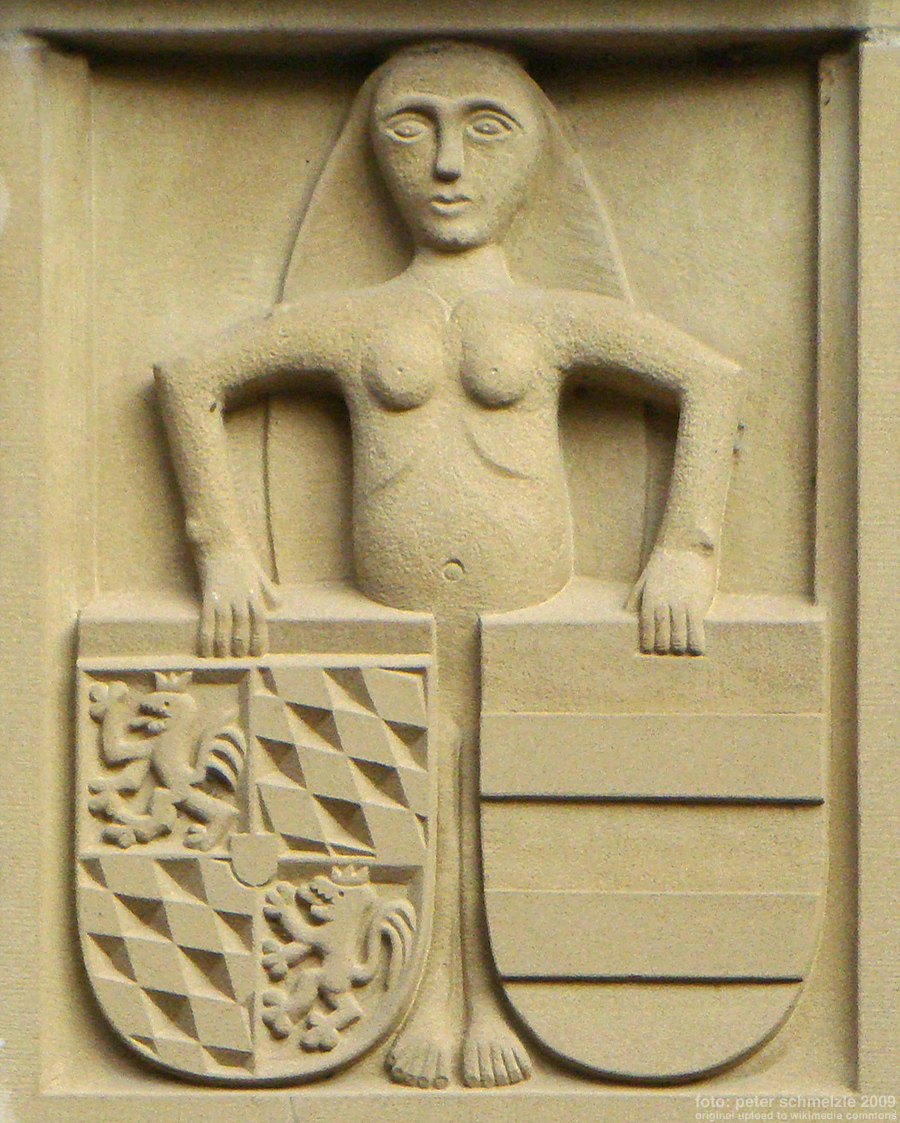
Der Wappenstein am Gebäude erinnert an die Zugehörigkeit Eppingens zur Kurpfalz (linkes Wappen), die die Stadt um 1500 an die Herren von Gemmingen (rechtes Wappen) verliehen hatte

Über die frühe Besitzgeschichte des Gebäudes ist nur wenig bekannt. Ein Wappenstein zeigt die Wappen der Kurpfalz und der Freiherren von Gemmingen, die Eppingen von 1469 bis etwa 1520 als kurpfälzisches Pfand besaßen. Als Ergänzung des kleinen mittelalterlichen Rathauses könnte das Gebäude als Gemmingensche Amtskellerei errichtet worden sein. Die Bauform des Gebäudes entspricht außerdem der eines spätmittelalterlichen Kaufhauses mit Fleischhalle, Amtssaal, Getreidespeicher und Weinkeller.
Eppingen hatte im 15. und 16. Jahrhundert enge Beziehungen zur Universität Heidelberg. In den Jahren 1450 bis 1544 waren allein vier Rektoren der Universität, darunter Andreas Hartmanni, aus Eppingen gekommen. Der erneute Ausbruch der Pest in Heidelberg 1564 ließ die Universität – nach anderen Zuflüchten in den Jahrzehnten zuvor – ab Oktober 1564 ins 40 Kilometer entfernte Eppingen ausweichen, wo sie im ersten und möglicherweise auch im zweiten Obergeschoss des Gebäudes Quartier bezog. Als die Seuche auch in Eppingen ausbrach, kehrten die Studenten im Frühjahr 1565 nach Heidelberg zurück, wo die Wiedereröffnung der Universität dann am 11. März erfolgte.
Im Pfälzischen Erbfolgekrieg war das Gebäude zeitweise Truppenquartier. Da die infolge dieses Krieges verarmte Stadt Eppingen das Gebäude nicht mehr unterhalten konnte und außerdem die Metzger zu jener Zeit bereits in ihren Häusern schlachten durften, veräußerte die Stadt das Gebäude gemeinsam mit der Ratsschänke im Jahr 1749 an den Schulmeister Johann Georg Rieger, der das Gebäude in barocker Form zu einem Wohnhaus umbaute. Zu jener Zeit nutzte die jüdische Gemeinde Eppingen das Gebäude vermutlich auch zu Gottesdiensten, woher die Bezeichnung Judenschule für das Gebäude rührt, bevor 1772 die Eppinger Alte Synagoge erbaut wurde. 1821 besaß die jüdische Gemeinde zwei von vier Besitzanteilen an dem Haus, veräußerte den Besitz jedoch 1873 wieder. 1880 war unter den vier Eigentümern auch eine Zigarrenfabrik, die 1913 ihren Standort an den Ortsrand verlagerte. Mitte der 1920er Jahre wurde das Gebäude verputzt. Im Frühjahr 1945 wurde die Alte Universität in den letzten Kriegstagen am Südgiebel durch Artilleriebeschuss beschädigt.
Ab 1948 gab es Bemühungen zur Altstadtsanierung in Eppingen, in deren Folge 1949 die Bauaufnahme und im Folgejahr ein Instandsetzungsplan erfolgte. Die größtenteils älteren und nicht vermögenden Eigentümer haben die ersten Instandsetzungsmaßnahmen durch private Darlehensaufnahmen finanziert: 1952 wurden die hygienischen Verhältnisse verbessert, 1954 wurden der gefährdete Nordgiebel und weitere Teile des Gebäudes gesichert und neue Kamine eingebaut. 1955 traten die Eigentümer freiwillig Raum zur Errichtung einer Heimatstube im Erdgeschoss ab, im Folgejahr 1956 wurde der zur Altstadtstraße hinzeigende Südgiebel freigelegt. Nach der Freilegung des Fachwerks gewährten das Staatliche Amt für Denkmalpflege in Karlsruhe und das Landratsamt Sinsheim bedeutende finanzielle Unterstützung für den Abschluss der Instandsetzung. 1957 wurden kleine gotische Fenster im Erdgeschoss freigelegt, 1957/58 die Ost- und Westseite freigelegt und 1959 ein größeres Heimatmuseum im Erdgeschoss eingerichtet, während in den Obergeschossen noch vier Wohnungen verblieben. Die Anzahl der Eigentümer stieg durch Erbgang bis auf 16 an.
Die Stadt Eppingen erwarb 1964 die ersten 15 Prozent des Gebäudes und konnte bis 1973 auch die restlichen Anteile erwerben. Nachdem sich das Haus im Alleinbesitz der Stadt befunden hatte, wurde das bisher im Erdgeschoss befindliche Museum auf das gesamte Gebäude ausgedehnt. Das Museum führte mehrere beachtete Sonderausstellungen durch, darunter 1973 eine Ausstellung zur Postgeschichte in Eppingen und 1977 eine Ausstellung zur Stauferzeit im Kraichgau. In den 1980er Jahren wurde das Gebäude erneut umfassend saniert.
Der Hauptkonservator Emil Lacroix vom Denkmalamt in Karlsruhe bezeichnete die Alte Universität „neben dem Palm’schen Haus in Mosbach und dem gleichfalls in Eppingen stehenden Baumann’schen Haus als den hervorragendsten Repräsentanten dieser Bauweise in Nordbaden“. Baumann’sches Haus und Alte Universität stellten „einzigartige architektonische Höhepunkte“ in Eppingen dar, zu denen „außer in Mosbach in Nordbaden nichts Gleichwertiges mehr anzutreffen“ sei.

## Beschreibung
Das Gebäude hat eine Grundfläche von 12 × 16,50 Metern und eine Höhe von 22,50 Metern und zählt damit zu den größten historischen Gebäuden in der Eppinger Altstadt. Es handelt sich um ein dreigeschossiges Gebäude mit Krüppelwalmdach. Das Erdgeschoss ist über zwei unterschiedlich großen Kellern massiv aus Sandstein gemauert, die darüberliegenden zwei Vollgeschosse und zwei Giebelgeschosse sind aus alemannischem Fachwerk errichtet. Die Vollgeschosse kragen zur Fleischgasse und zur Altstadtstraße leicht vor, an der Giebelseite zur Altstadtstraße zudem auch das erste Giebelgeschoss. Der massive Unterbau wird aufgrund seiner gotischen Spitzbogenfenster und sonstiger architektonischer Charakteristika auf die erste Hälfte des 15. Jahrhunderts datiert, während der Fachwerkaufbau aus der zweiten Hälfte des gleichen Jahrhunderts zu stammen scheint. Das Gebäude ist zwar mit einem Inschriftenstein datiert, jedoch wird die gotische Jahreszahl verschiedenartig gedeutet, so dass verschiedene Jahre im Zeitraum 1417 bis 1497 in Betracht kommen. Die jüngere Literatur hält 1495 für zutreffend, denn dendrochronologische Untersuchungen des Bauholzes haben ergeben, dass das im Haus verbaute Holz erst 1494/95 geschlagen wurde.
Als Besonderheit weist das Gebäude im Türblatt der Eingangstüre, die ursprünglich aus einem Haus in der Altstadtstraße stammt, in der linken oberen Ecke einen geschnitzten Neidkopf auf. Die kahlköpfige Fratze mit herausgestreckter Zunge ist das einzige bekannte Exemplar eines Neidkopfs an einer Türe im Kraichgau. Da sich alte Türen überhaupt nur selten erhalten, kann es einst durchaus öfter Neidköpfe an Türen gegeben haben.